# Свешников, Владимир Евгеньевич
Владимир Евгеньевич Свешников (латыш. Vladimirs Svešņikovs; англ. Vladimir Sveshnikov; 6 мая 1986, Рига) — латвийский шахматист, международный мастер (2011).

## Биография
Старший сын гроссмейстера Евгения Свешникова. Был победителем чемпионата Латвии среди юношей в возрастной группе до 14 лет. Представлял Латвию на юношеских чемпионатах Европы в разных возрастных категориях. 2011 году на международном турнире в Риге Riga Technical University open 2011 занял 3 место и был лучшим среди латвийских шахматистов.
Представлял Латвию на шахматных олимпиадах в Ханты-Мансийске в 2010 году (+2, =5, -2) и в Баку в 2016 году (+2, =1, -2).
Многократный участник финалов чемпионатов Латвии по шахматам. Победитель чемпионата в 2016 году. 
В 2015 году вместе с отцом написал книгу Дебютный репертуар для блица. Том 1. Репертуар за черных, которая издана на русском и английском языках.